# 小行星943
小行星943（943 Begonia）是一颗绕太阳运转的小行星，为主小行星带小行星。该小行星于1920年10月20日发现。
該小行星以秋海棠命名。

## 轨道参数
小行星943的轨道半长轴为3.1202594 UA，离心率为0.209。